# Argo Chasma
L'Argo Chasma è una struttura geologica sulla superficie di Caronte.